# Segunda División de Guatemala
Segunda División de Guatemala – trzeci poziom rozgrywek piłkarskich w Gwatemali. 